# 帕滕施泰因 (巴伐利亚州)
帕滕施泰因（發音：[ˈpaʁtn̩ʃtaɪn]）是德国巴伐利亚州下弗兰肯行政区美因-施佩萨特县的市镇，面积10.45平方千米，2023年12月31日人口为2,732人。